# Guld & grønne skove
Guld & grønne skove är en samlingsskiva, utgiven 1995, med Kim Larsens bästa låtar under hans solokarriär från 1983-1994. Det är Kim Larsens första samlingsskiva, men innehåller inga låtar från hans två första album Værsgo (1973) och 451023-0637 (1979).

## Låtlista
1. Jutlandia
2. Rita
3. Papirsklip
4. Tarzan mama mia
5. Familien skal i skoven
6. De smukke unge mennsker
7. Mig og Molly
8. Den allersidste dans
9. Susan Himmelblå
10. Hvilelöse hjerte
11. Sammen & hver for sig
12. Fru Sauterne
13. Haveje
14. Bell*Star
15. Syd for Köge
16. Midt om natten
17. Om lidt